# Lee Sang-kyu
Lee Sang-kyu (1 de enero de 1986) es un luchador surcoreano de lucha libre. Ganó una medalla de plata en los Juegos Asiáticos de 2014. Obtuvo el 3.º lugar en Campeonato Asiático de Juniores de 2006.